# Gauches communes
 (avril 2023).
Si vous disposez d'ouvrages ou d'articles de référence ou si vous connaissez des sites web de qualité traitant du thème abordé ici, merci de compléter l'article en donnant les références utiles à sa vérifiabilité et en les liant à la section « Notes et références ».
Gauches communes sont des listes unitaires rassemblant des travailleurs, des syndicalistes, des jeunes, des pensionnés, des allocataires sociaux et différentes composantes de la gauche radicale qui s’opposent à l’austérité et qui sont déjà préparées à construire un relai politique large. 
L’initiative est soutenue par le Parti socialiste de lutte (PSL-LSP) et le Parti humaniste (PH-HP).
Officiellement lancée le 1er juin 2012, la coalition défend un plan radical d’investissements publics pour créer massivement des logements sociaux, des écoles gratuites, des crèches publiques, des emplois communaux décents et du pouvoir d’achat.
En 2012, Gauches Communes participe aux élections communales du 14 octobre en présentant des candidats dans les communes de Saint-Gilles, Ixelles, Jette et Anderlecht.

En 2014, ils se présentent à Bruxelles pour les élections législatives fédérales et les élections régionales du 25 mai.

## Résultats électoraux
| Commune      | Tête de liste              | %      |
| ------------ | -------------------------- | ------ |
| Saint-Gilles | Anja Deschoemacker (PSL)   | 3,65 % |
| Ixelles      | Karim Brikci-Nigassa (PSL) | 1,36 % |
| Jette        | Gilles Smedts (PH)         | 1,28 % |
| Anderlecht   | Charles Ruiz (PH)          | 0,62 % |